# Max Nordau (schip, 1907)
De Max Nordau (Hebreeuws: מקס נורדאו) was een in 1907 gebouwd schip. In 1946 deed het onder de vlag van Griekenland dienst in de Aliyah Bet, de illegale immigratie van Joden naar het Mandaatgebied Palestina. Het schip was vernoemd naar Max Nordau (1849-1923), een filosoof en zionistenleider.

## Geschiedenis
Het schip was al in 1942 in Roemenië gekocht door de Mossad Le'Aliyah Bet, een onderdeel van de Hagana die zich uitsluitend richtte op de illegale immigraties. Het werd gereedgemaakt voor de reis in Constanța. In de periode dat het schip voor een eerste maal naar Palestina zou vertrekken zonk de Mefkure op 5 augustus 1944 en weigerden de passagiers te vertrekken.

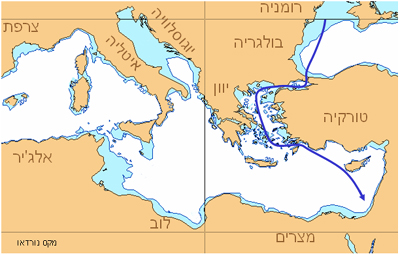
Reis van de Max Nordau

Op 7 mei 1946 vertrok het schip daadwerkelijk vanuit Roemenië naar Palestina. Aan boord waren 1633 passagiers, waaronder 370 kinderen, een nieuw record in de Aliyah Bet. Het arriveerde op 14 mei 1946 in de kustwateren bij Haifa, maar werd onderschept door de Palestine Patrol, de Britse vloot die was belast met het onderscheppen van immigratieschepen. De passagiers kregen instructies van de Hagana om zich niet te verzetten. Ze werden allen gedeporteerd in het nabijgelegen interneringskamp Atlit.
Wegens moeilijkheden met de Roemeense regering besloot de Mossad Le'Aliyah Bet om geen schepen meer vanuit Roemenië te laten vertrekken. Latere Roemeense Joden werden voortaan ingescheept in Bulgarije of Joegoslavië.